# 사키모토 히토시

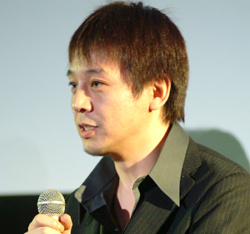

사키모토 히토시(崎元仁, さきもとひとし) (1969년 2월 26일 - )는 일본의 게임 음악 작곡가이다. 유한회사 베이시스케이프 대표이사이다.